# 1971 Hagihara
1971 Hagihara је астероид главног астероидног појаса чија средња удаљеност од Сунца износи 2,994 астрономских јединица (АЈ).
Апсолутна магнитуда астероида је 12,1.